# Альбер Руссель
Альбе́р Шарль Поль Марі Руссе́ль (фр. Albert Charles Paul Marie Roussel; 5 квітня 1869 — 23 серпня 1937) — французький композитор першої третини XX століття.
Розпочавши своє життя гардемарином на військових кораблях далекого плавання, він дуже пізно (у 40-річному віці) став професійним музикантом. В історії мистецтва знайдеться дуже небагато митців, чия етика життя і творчості наближалася б до настільки суворого кодексу моралі і честі, якого все життя неухильно дотримувався Руссель. Визнання йшло до нього довгим шляхом, але за все своє життя він не зробив жодного негідного кроку заради прискорення цього шляху.
Творчий шлях Альбера Русселя відрізнявся постійним пошуком свого стилю в заплутаному лабіринті художніх напрямів музичної Франції початку XX століття. Пройшовши послідовно через вплив Вагнера і Франка, потім через захоплення імпресіонізмом Дебюссі, екзотичним орієнталізмом, пізніше — жорстким авангардом Стравінського і політональністю Мійо, Альбер Руссель під враженням від пізніх творів Еріка Саті закінчив свій шлях як визначний неокласицист.
У тридцяті роки XX століття Альбер Руссель обійняв місце загальновизнаного і шанованого лідера серед французьких композиторів.

## Біографія ще не композитора
Альбер Шарль Поль Марі Руссель народився 5 квітня 1869 року в місті Туркуен (Північний департамент Франції, що межує з Фландрією) в сім'ї багатих французьких фабрикантів, торговців текстилем. Прізвище Руссель було давно відомим і заможним: покоління за поколінням Русселі були освіченими, культурними буржуа, що активно брали участь у громадському та політичному житті своєї провінції і навіть Франції в цілому. Так, пра-пра-пра-дід Альбера Русселя був депутатом від третього стану в Генеральних штатах 1789 року і голосував за страту Людовика XVI. Пізніше, вже при Конвенті він займав пост військового міністра, а після 18 брюмера — відмовився від політичної діяльності і повернувся до своєї провінції, що, можливо, врятувало йому життя. Дід Альбера Русселя, шанований голова і власник текстильної фабрики, протягом останніх 30 років свого життя був беззмінним мером рідного міста Туркуен.
Але, незважаючи на багатство і міцне становище своєї родини, маленького Альбера Русселя очікувало важке дитинство. Він дуже рано осиротів, втративши батька ще в дитинстві, а мати — в семирічному віці. Ще чотири роки він прожив у родині свого діда, який обіймав у ті роки посаду мера його рідного міста Туркуен. Але коли Альберу виповнилося одинадцять років, його дід також помер. Ще чотири роки Альбер провів у родині тітки — сестри своєї покійної матері. Незважаючи на дбайливе і уважне ставлення родичів, хлопчик відчував себе самотнім і весь вільний час присвячував читанню і фантазіям. Його улюблений автор Жюль Верн збудив у нього цікавість і бажання подорожувати. Крім того, чи не кожне літо він проводив на морському курорті в Бельгії. Можливо, все це разом поступово виховало в ньому любов до моря і, врешті-решт, викликало бажання стати військовим моряком. Одночасно Руссель захоплювався математикою та іншими точними науками. Окрім занять у коледжі, Руссель навчався вдома грі на фортепіано, своєю музикальністю і сприйнятливістю викликаючи захват у немолодої вчительки, органістки місцевої церкви Нотр-Дам.
Тим не менш, рання втрата близьких і самотнє дитинство не скалічили психіку Альбера Русселя, швидше навпаки. Він виробив у собі і зберіг до кінця життя високі і непорушні моральні принципи, а також надзвичайну витримку, самодисципліну і стриманість, які вигідно відрізняли його поміж більшості сучасних артистів і викликали незмінну повагу.
У віці п'ятнадцяти років Руссель вирушив до Парижа, щоб завершити середню освіту в ліцеї Станіслава. Серед його вчителів — найвідоміший історик французької літератури Рене Думік, а серед однокласників — Едмон Ростан, майбутній поет і драматург.
У 1887 році, після отримання атестату зрілості, Руссель склав іспит у Вищу військово-морську школу. Серед шестиста кандидатів його прийняли за конкурсом шістнадцятим. Втім, майбутній морський офіцер намагався не забувати і про музику. Під час практики в плаванні Атлантикою на вітрильному фрегаті «Мельпомена» (доволі симптоматична назва), Руссель організував з гардемаринів маленький оркестр і аматорський хор, який супроводжував недільні меси своєю трохи незвичною музикою. Курйозно, що заради певного «розмаїття» Руссель вставляв в супровід меси деякі мелодії, котрі запам'яталися йому з паризького життя, наприклад, королівський марш з «Прекрасної Олени» Оффенбаха.
Отримавши чин офіцера, Альбер Руссель був призначений спочатку на крейсер «Переможець», а потім на канонерку «Стікс», на якій здійснив тривале плавання південними морями на Далекому Сході. У 1889—1890 роках Руссель входив до складу екіпажу фрегата «Іфігенія» і брав участь у навколосвітній експедиції. Якраз до цього часу належать перші твори Русселя: «Фантазія» для скрипки і фортепіано, а потім «Анданте» для скрипки, альта, віолончелі та органу. Працюючи над цими п'єсами, Руссель мав можливість пересвідчитися в нестачі знання елементарних правил музичної композиції. Незважаючи на самостійне вивчення підручника гармонії Дюрана, Руссель відчував себе в музиці повним дилетантом.
До професійної кар'єри його підштовхнула випадковість чи розіграш одного приятеля по морській службі. Одного разу, коли в кают-компанії Руссель награвав на роялі свої п'єси, один з товаришів по службі, брат відомого оперного співака, перебуваючи в хорошому настрої, зголосився показати його твори своєму братові та іншим професіоналам. Через півроку, повернувшись з відпустки, товариш розповів Русселю, що його п'єси справили велике враження, і що маститий брат порадив Русселю серйозно присвятити себе музиці … Через багато років, коли Альбер Руссель вже став відомим композитором, ця історія несподівано розкрилася. Старий приятель зізнався, що під час відпустки попросту забув свою обіцянку, й так і не показав своєму братові п'єси Русселя. Однак, до того часу справа була вже зроблена. Руссель став відомим і шанованим професійним музикантом, композитором і професором поліфонії.
У 1894 році, повернувшись до Франції з далекого походу, Альбер Руссель отримав тривалу відпустку, яку провів у своїх родичів у Рубе. Всю відпустку він вирішив присвятити вивченню основ музичної теорії. З проханням дати йому приватні уроки він звернувся до директора консерваторії в Рубе Жюльєну Косзулю, досвідченому і відомому органістові школи Нідермейєра. Познайомившись із першими творчими дослідами молодого офіцера, Косзуль рекомендував йому поїхати в Париж і показати твори Ежену Жигу, професору поліфонії і композиції в школі Нідермейєра. Недовго роздумуючи, Руссель дослухався поради Косзуля і отримав дуже доброзичливий відгук паризького професора. Повіривши високим оцінкам і рекомендаціям Косзуля і Жигу серйозно зайнятися музикою, Руссель, нарешті, вирішив залишити службу на флоті. У вересні 1894 року він вийшов у відставку. Пізніше Ежен Жигу говорив про свого одного з найкращих учнів, Русселя, що «він обдарований справжнім генієм фуги».
Альбер Руссель незвично пізно зважився вибрати кар'єру професійного музиканта. До 25 років його заняття були досить далекими від мистецтва. Всю свою першу молодість він провів гардемарином в походах далекими морями. Однак пізніше, навіть займаючись викладанням або написанням музики, він зберіг і переніс у свою творчість схильність до моря, подорожей і екзотики далеких країн. І хоча ні в одному з його музичних творів не зустрічаються ні морські образи, ні навіть сама тема моря, проте далекі країни і екзотичні народи залишили свій глибокий відбиток, видимий тому, хто знайомиться з творчістю Русселя.

## Біографія композитора
У жовтні 1894 року Альбер Руссель оселився в Парижі і почав активно вивчати гармонію, контрапункт і фугу під керівництвом свого нового вчителя, Ежена Жигу. Сувора школа Нідермейєра, заснована на контрапункті строгого письма і високі зразки, на яких Руссель проходив теорію музики (Бах, Гендель, Моцарт і Бетховен) з самого початку сприяли формуванню у нього класично-прозорого і ясного мислення. До кінця своїх днів Альбер Руссель зберіг вдячність і глибоку повагу до свого вчителя. У своїх «Спогадах» він присвячує Ежену Жигу далеко не одну сторінку, серед яких можна знайти й такі слова:
|  | … Широких поглядів, вільний від будь-якої схоластичної упередженості, точний у спостереженнях, він ставив чисто музичні міркування вище будь-яких шкільних правил, а естетичні — вище міжусобних суперечок. Він живе в моїй пам'яті як досконалий зразок вчителя, у якого молодий музикант міг вивчитися своєму мистецтву. |

Судячи з усього, саме за цим зразком Руссель і сам, кількома роками пізніше, будував власну викладацьку роботу. Слова Русселя, сказані про його вчителя, Ежена Жигу у великій мірі можна віднести до нього самого.

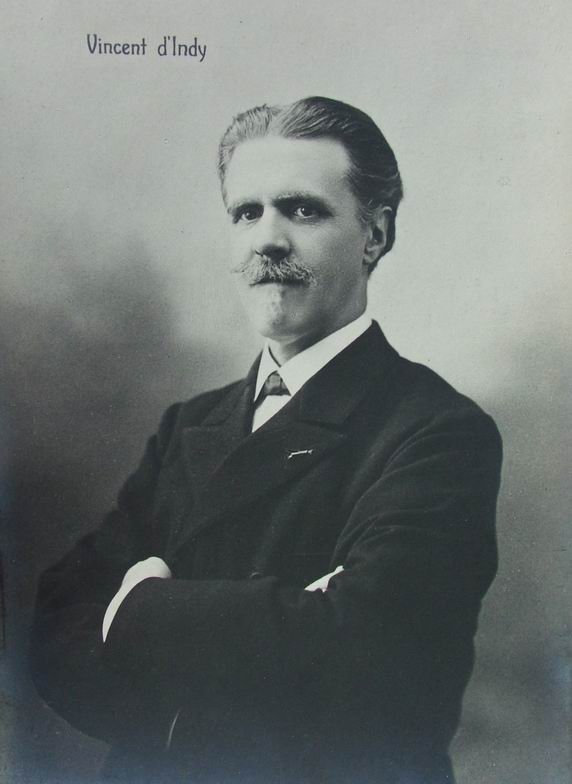
Венсан д'Енді, голова Schola cantorum

Загалом період навчання зайняв у Русселя 15 років — по суті, не такий великий термін, як це може здатися на перший погляд. Саме стільки триває звичайна вища музична освіта (за сучасними стандартами). Однак вчитися Руссель почав не з п'яти або семи років, як заведено, а лише з 25, так що остаточно він перестав бути студентом у віці сорока років. Щодо досить пізньої музичної кар'єри Русселя необхідно зауважити наступне — у 1898 році, чудово підготовлений чотирма роками навчання у Жигу, Руссель вступив до нової Schola cantorum в клас поліфонії, оркестровки та вільного написання Венсана д'Енді, одночасно маститого композитора вагнерівського напрямку, видного диригента і організатора музичного життя Франції. У своїй монографії, присвяченій життю і творчості Русселя, Андре Оере вичерпно характеризує роки його навчання і витоки формування індивідуального стилю:
|                                                    | … В порожніх суперечках щодо визначення приналежності Русселя до дебюссізму або д'ендізму, в протиставленні системи виховання Schola і Консерваторії якось забувають про вирішальне значення в його формуванні як композитора принципів школи Нідермейєра, насамперед завдяки Косзулю і Жигу. Принципів тієї самої школи, зі стін якої вийшли Сен-Санс, Габріель Форе і Мессаже. |
| — Hoeree A. Albert Roussel. — Paris, 1938. — P. 21 | |

Венсан д'Енді дуже скоро переконався у виняткових пізнаннях нового студента в області поліфонії, тому майже одразу призначив його своїм асистентом, а потім, після закінчення курсу в Schola cantorum, запропонував йому керувати класом контрапункту і фуги. Таким чином, закінчивши через п'ять років школу по класу поліфонії, з 1902 року Руссель почав сам викладати в ній курс поліфонії, й одночасно продовжував навчання у Венсана д'Енді з інших предметів аж до 1908 року.

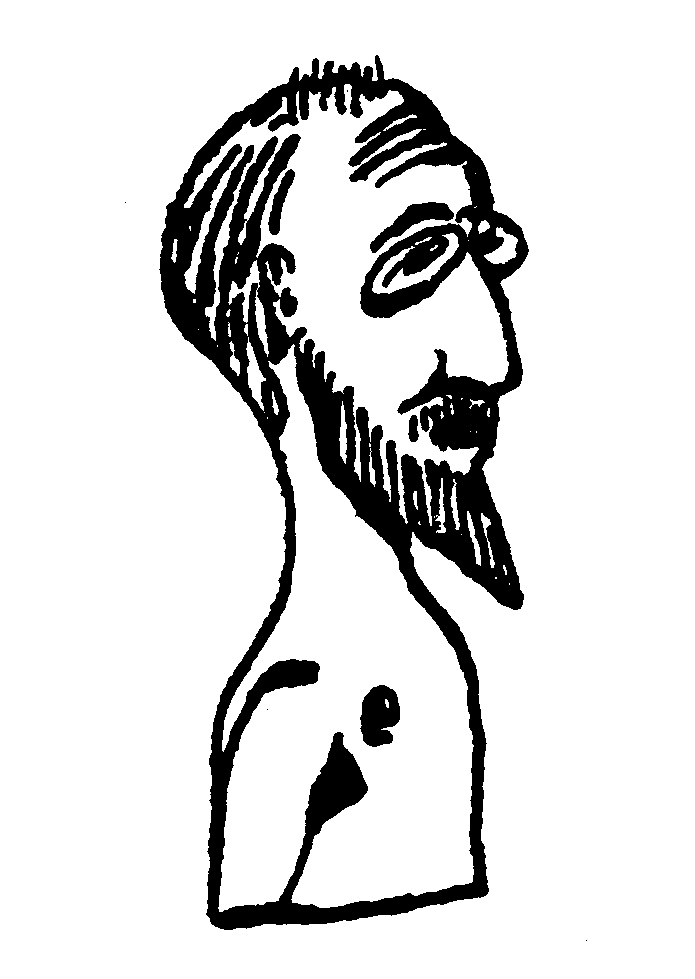
Ерік Саті, автопортрет 1913

Schola cantorum, майже релігійний навчальний музичний заклад, що перебував під патронатом Католицького інституту, являв собою особливе явище на музичній мапі Франції початку XX століття. З одного боку, він мав репутацію оплоту консерватизму. Навчання тут майже повністю будувалося на вивченні старовинної церковної музики, григоріанського хоралу, техніки старої поліфонії (на прикладі творчості Палестріни, Шютца, Баха, Генделя, а також деяких «особливо допущених» французьких майстрів, таких як, Люллі, Рамо і Куперена). Також, певна річ, одним з головних стовпів музичної системи Школи канторів був учитель і кумир її багаторічного беззмінного голови Венсана д'Енді, маститий французький органіст і композитор, Сезар Франк. Зрозуміло, що професору поліфонії, яким був Альбер Руссель, відводилася почесна роль провідника ідей суворого стилю і церковних канонів старого письма. Здавалося б, що може консервативнішим і сухішим ніж подібна програма? Однак, сувора і майже церковна Schola cantorum на початку 1900-х років несподівано стає противагою майже загнилій бюрократичній Академії музики і омертвілій, ретроградній системі навчання в Паризькій консерваторії. Зі стін Школи канторів вже за перші десять років її існування виходять як сміливі музиканти-експериментатори, що отримали міцну професійну базу, так і зухвалі авангардисти першого ряду, котрі підривали підвалини сучасного мистецтва, такі як Ерік Саті або Едгар Варез. Між іншим, обидва щойно названих музиканта вивчали курс контрапункту і поліфонії в класі професора Альбера Русселя, зберігши про нього саму добру пам'ять і прекрасне відношення на довгі роки.
Рівний, витриманий і незмінно уважний характер Альбера Русселя найкращим чином підходив саме для викладацької роботи з яскравими творчими особистостями. Протягом дванадцяти років він був вдумливим і ґрунтовним педагогом Schola cantorum з історії та теорії поліфонічного мистецтва. З класу контрапункту Альбера Русселя вийшли такі незвичайні і визначні композитори, як Ерік Саті, Поль Ле Флем, Едгар Варез, Алексіс Ролан Манюель, Гі де Ліонкур, Марсель Орбан, а також численні зарубіжні музиканти, серед яких — найвідоміший чеський композитор Богуслав Мартіну, румунський композитор Стан Голестан, уругваєць Альфонсо Брока, італієць Чезаре Брера і чешка Юлія Рейсерова.
Навіть вічно єхидний Ерік Саті (сорокарічний учень, що був старшим за свого педагога на три роки) знаходив у своїй душі тільки добрі слова про свого професора. Час від часу він любив примовляти, копіюючи тон Русселя, його улюблену фразу під час перевірки домашніх завдань: «Композитору, як і хірургу, необхідно завжди мати при собі Інструментарій Точної Гармонії». Але і через десять років після закінчення курсу контрапункту у своїх статтях і замітках Ерік Саті не раз знаходив привід не без задоволення відзначити, що «… протягом трьох років я працював (над собою) з Альбером Русселем, другом якого, смію зауважити, залишаюся і досі». Безумовно, за своїми душевними і вольовим якостям Руссель разюче відрізнявся від пересічної паризької богеми і артистичних кіл.
Восени 1909 року Руссель здійснив свою давню мрію — подорож до Індії. Ще молодим офіцером він познайомився з деякими портовими містами. Тепер він з молодою дружиною здійснив ретельно продуману і сплановану заздалегідь подорож по стародавніх містах в глибині країни. Після повернення до Франції привезені з Індії враження виливаються в кілька вельми примітних для всієї європейської музики творів. Перший з них — симфонічний триптих «Evocations» (укр. «Виклик видінь») для солістів, хору та оркестру. Вперше виконаний в Парижі 18 травня 1912 року, він вразив слухачів і критиків своєю яскравою екзотичною незвичністю в поєднанні з імпресіоністичним стилем. Руссель втілив у цьому триптиху підземні храми Еллори, красу залитих сонцем біломармурових палаців в Джайпурі і пісню вітання небу молодого факіра на березі Гангу в Бенаресі. Успіх прем'єри був приголомшливим. Русселя одразу і безповоротно визнали одним з лідерів сучасної французької музики.

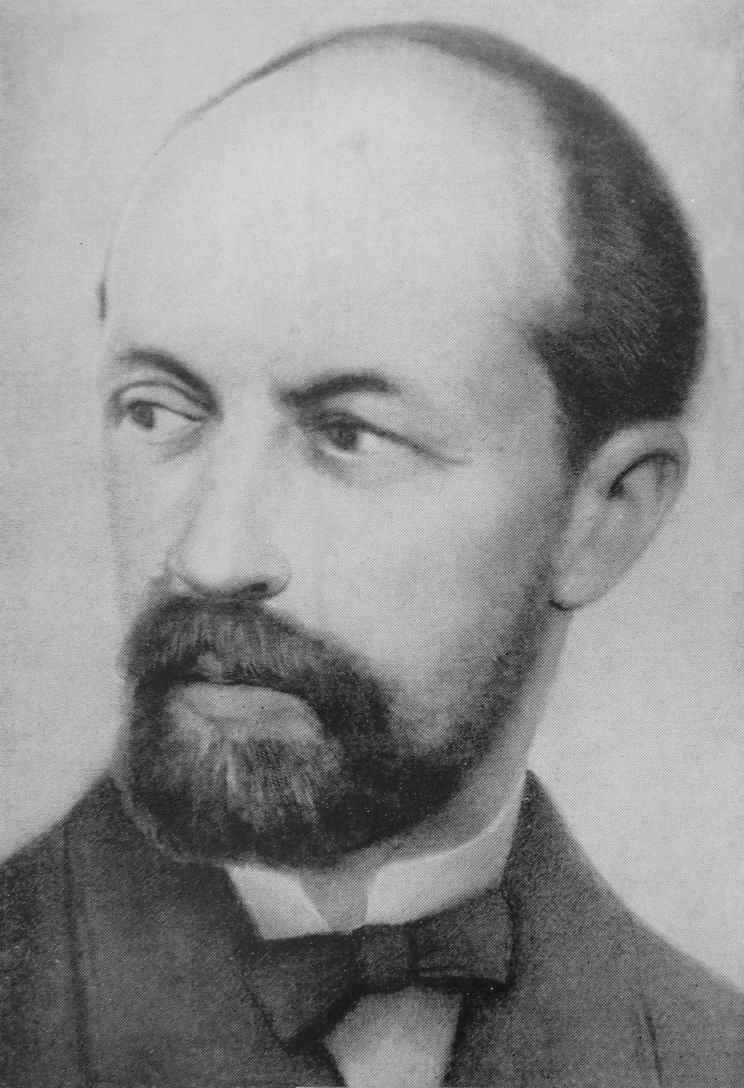
Альбер Руссель у 1913 році

Наступним гучним успіхом став його одноактний балет-пантоміма «Бенкет павука» (фр. Le festin de l'araignée), поставлений у паризькому Театрі Мистецтв 3 квітня 1913 року. Замість запланованих восьми спектаклів балет до кінця сезону показали 22 рази. На хвилі популярності Руссель створив симфонічну сюїту зі свого балету, яка завоювала широку популярність і дотепер займає почесне місце на концертних майданчиках світу поряд з «Фавном» Дебюссі, «Учнем чарівника» Дюка і «Вальсом» Равеля. Саме завдяки «Бенкету павука» і «Виклику видінь» в передвоєнні роки Руссель остаточно увійшов до числа найвизначніших композиторів-імпресіоністів. Великий паризький музичний видавець Жак Дюран, котрий спеціалізувався на роботі з імпресіоністами, охоче видавав його твори разом з музикою Равеля, д'Енді, Дебюссі і Шміта. Наприкінці 1913 року Руссель отримав замовлення від Grand Opera на оперу за будь-яким цікавим для нього лібрето. І Руссель як сюжет знову обрав індійську тему — легенду XIII століття про Падмаваті, вірну дружину Ратан-сена. Однак йому вдалося лише півроку працювати над своєю новою оперою.
Перша світова війна поставила жирну риску як у композиторській, так і у викладацькій роботі Русселя, котрому на той час було сорок п'ять років. Призовна комісія не прийняла його до діючої армії через стан здоров'я. Однак, Руссель все ж вступив волонтером в Червоний Хрест і майже два роки працював водієм швидкої допомоги у прифронтовій смузі. Навіть у цьому, далекому від музики ділі вони з Морісом Равелем знову стають близькими колегами: вже наприкінці жовтня 1914 року й Моріс Равель, також забракований медиками, добровольцем вступив в автомобільний полк і прослужив шофером вантажівки до 1918 року. Втім, через півтора року служби в Червоному Хресті Альберу Русселю вдалося перевестися ближче до фронту і вступити офіцером транспортної служби до діючої артилерії. У чині лейтенанта Руссель брав участь у військових діях в Шампані, на Соммі і під Верденом в 1916—1917 роках. Трохи менш ніж за рік до закінчення війни, в січні 1918 року Альбера Русселя все ж остаточно комісували з армії — так само, як і Равеля, через хворобу. Після демобілізації він довго відновлював підірване війною здоров'я. Тільки влітку 1918 року Руссель зміг повернутися до нормального життя і знову взятися за перерване написання опери «Падмаваті». До викладацької роботи в Schola cantorum Руссель більше не повернувся, проте і надалі охоче надавав допомогу в області поліфонії і композиції молодим музикантам, що зверталися до нього.
Ще на фронті Русселя дуже турбувала доля опери «Падмаваті». Після тяжких років війни чи буде комусь потрібна ця стара повість про любов і смерть?
|                                                          | … Все це напевно стане «чимось довоєнним», тобто відокремленим від нашого сьогодні стіною, справжньою стіною … Адже потрібно буде починати жити заново, з новим ставленням до життя, це не означає, що все що відбувалося до війни буде забутим, але все, що робитиметься після війни, стане іншим. <…> Моя Падмаваті ще досить сильна, щоб винести випробування ще двох-трьох років очікування (і яких років!), перш ніж вона зустрінеться з публікою. |
| — Альбер Руссель. Лист до дружини від 9 квітня 1916 року | |

Руссель трохи помилився. «Падмаваті» довелося чекати цієї зустрічі не два-три, а ще сім років. Однак прем'єра, що відбувалася 1 червня 1923 року, стала фундаментальним успіхом Русселя. Втім, серед захоплень лунали і окремі критичні голоси. Показовим у цьому плані був відгук Поля Дюка на прем'єру великої опери Русселя. Належно оцінивши високі якості музики і надзвичайну (справді східну) розкіш постановки, Дюка все ж вказав на певне зловживання зовнішніми ефектами при недостатньо виразному опрацюванні характерів основних дійових осіб вистави. Однак потужна сила і оригінальність образного ладу «Падмаваті» перемагала всі сумніви. При надзвичайный складності і дорожнечі її постановки, вона з'являлася на сцені в 1925, 1927 і 1931 році, завойовуючи для Русселя нових шанувальників його таланту. У 1938 році Артюр Оере у своїй книзі про Русселя справедливо нарікає на малу популярність цієї колоритної партитури за межами Франції.
|                                                    | Не тільки тому, що вона поруч з «Антігоною» Онеггера і «Христофором Колумбом» Мійо належить до числа найбільш знаменних творінь нашого театру після війни, але головним чином, ще й тому, що вона в найвищій мірі має ті якості, котрі, за якоюсь дурною традицією, не визнають за французькою музикою: вона відрізняється силою і глибиною. |
| — Hoeree A. Albert Roussel. — Paris, 1938. — P. 59 | |

Після закінчення війни, у 1920 році Альбер Руссель купив заміський будинок у Нормандії, недалеко від берега моря, де провів більшу частину відведених йому ще сімнадцяти років активного життя. Останні півтора десятиліття життя Русселя відрізняються особливою інтенсивністю творчості, а також громадської діяльності. Поряд з Равелем в 1920-ті роки Руссель — визнаний лідер французької музики. З початком довгої хвороби Равеля, коли той поступово відійшов від участі в культурному житті Парижа, Руссель залишається практично одноосібним керманичем. У тридцяті роки Руссель очолює французьку секцію Міжнародного товариства сучасної музики і разом з Андре Капле входить в журі щорічного фестивалю. До кінця життя Руссель не втрачав жвавості характеру і залишався відкритим для всього нового. Він підтримував творчість молодих французьких композиторів, багато з останніх тенденцій авангарду проникли і в його твори. Але й молоді композитори з початку 20-х років все більше придивлялися до його творчості. Після смерті Еріка Саті практично вся французька «Шістка» відчувала на собі вплив особистості і творчості Русселя, особливо — Артюр Онеггер.
Останнє плавання Руссель здійснює вже не на схід, як це було раніше, а в Америку, з тріумфальними гастрольними концертами. У 1930 році на замовлення Сергія Кусевицького Руссель написав свою Третю симфонію для святкування ювілею Бостонського оркестру. Це один з найсильніших його творів, повний сили, енергії, гостроти і драматизму.
Останні півтора року життя Руссель почував себе все гірше, серцева хвороба загострювалася і навесні 1937 року за настійною вимогою лікарів він вирушив на приморський курорт Руайян, на південному заході Франції, щоб відпочити і підлікуватися. Однак, серцеві напади частішали і ставали все сильнішими. 13 серпня Руссель був змушений перервати написання свого духового Тріо для гобоя, кларнета і фагота. Мужньо і гранично спокійно, як і все в своєму житті, Руссель переносить страждання від частіших серцевих нападів.
Альбер Руссель у віці 68 років помер від чергового серцевого нападу, смерть настала близько чотирьох годин дня 23 серпня 1937 року, в місті Руайян на південному заході Франції. Він помер у тому ж 1937 році, що і його найближчі колеги і близькі товариші з пройденого творчого шляху: Моріс Равель і Габріель П'єрне.
|  | «Композитору, як і хірургу необхідно завжди мати при собі Інструментарій Точної Гармонії» — ось чого не варто було б забувати. |

## Нарис творчості
До повного списку творів Альбера Русселя належить 59 виданих опусів і ще приблизно півтора десятка рукописів. Дуже широкий стилістичний діапазон творчості Русселя може навести на думку про деяку естетичну всеїдність композитора. Однак, це зовсім не вірно. Постійно відчуваючи підвищену відповідальність перед самим собою і мистецтвом, Руссель пояснював свої постійні пошуки прагненням знайти максимальну виразність музичної мови. У цьому пошуку безсумнівно знайшла прояв його замкнута романтична натура і любов до осягнення природи речей. Але існувало ще одне постійне джерело, котре протягом усього життя спонукало Русселя до оновлення засобів музичної мови. Це — Схід, з барвистою і еклектичною культурою якого він познайомився під час подорожей. У творах самих різних років Руссель вставляє характерні ладові обороти з індійської, камбоджійської та індонезійської народної музики. Однак це не є для нього методом введення «місцевого колориту», але лише засобом збагачення музичної мови.
У своїх найкращих творах, до яких можна віднести Третю і Четверту симфонії, оперу-балет «Падмаваті», балети «Вакх і Аріадна» і «Бенкет павука», а також «Фламандську рапсодію» для оркестру, Руссель явно демонструє свій впізнаваний і оригінальний творчий почерк. Втім, його мелодійний дар невеликий. Багато тем, тим не менш, мають «характер», яскраву інтонацію і виразність.
Найбільшу цінність у творчості Русселя мають його театральні роботи, а також чотири симфонії і симфонієта, наявність яких у французькій музиці початку XX століття можна визнати майже унікальним явищем. На думку багатьох музикознавців, французьким композиторам в принципі чуже так зване симфонічне мислення. І справді, «абсолютна музика», не пов'язана зі словом, літературною основою, програмою, картинами природи або сценічним задумом, доволі рідко виходила з-під пера французьких авторів. Чотири симфонії Альбера Русселя певною мірою переломили цю тенденцію. Причому, він зробив це, залишаючись істинно французьким митцем, без жодного зрушення в область «німецької дисципліни», проти якої постійно заперечували Дебюссі і Равель. Але перш за все заслуга Русселя полягає в тому, що його особистий досвід дав поштовх новій течії серед молодих французьких композиторів, які з новою силою звернулися до чистої симфонічній музики. У зв'язку з цим достатньо назвати імена Артура Онеггера, Даріуса Мійо, Анрі Дютійо та Анрі Соге.
На формування стилю Русселя безумовно вплинули роки навчання в Schola cantorum. Такі авторитети, як Палестрина і Бах, залишили свій відбиток на зрілому стилі Русселя, багатому контрапунктами і складною поліфонічною в'яззю голосів. У порівнянні з тонким нюансуванням близьких йому французьких композиторів, таких як Форе і Дебюссі, оркестр Русселя не в приклад більш щільний і важкий, навіть у тих його творах, які за традицією називаються імпресіоністичними. У всі періоди своєї творчості, яким би воно не виглядало зовні, за своїм темпераментом і способом мислення Руссель найближче стояв до класицизму.
У кількох творах Руссель віддав належне американському джазу, новому явищу, котре стрімко набувало популярності. Один з його творів для голосу і фортепіано так і називається «Нічний джаз» (1929) і явно перегукується з такими творами його сучасників, як скрипкова соната Моріса Равеля, або балет «Створення світу» Даріуса Мійо.
У своїй книзі «Спогадів» Альбер Руссель позбавив пізніших дослідників необхідності робити власні висновки. Він сам, як маститий педагог Schola cantorum, досить переконливо проаналізував власну творчість і виділив в ній три стилістичних періоди.
Перший період, з 1898 до 1913 року, який умовно можна назвати імпресіоністичним. В основному він включає в себе роки навчання. Говорячи в книзі «Спогадів» про свою творчість, автор подекуди пом'якшує формулювання. Так, за оцінкою Русселя, його музика цих років перебувала «трохи, дуже трохи під впливом Дебюссі, маючи на увазі, перш за все, схильність до жорсткої форми, яку мені прищепив мій учитель, Венсан д'Енді». Оцінюючи слова і музику Русселя зі сторони, можна сказати, що хоча цей період творчості цілком справедливо називається «імпресіоністичним», проте, його музика цього часу містить й багато східних впливів. Саме цим Альбер Руссель разюче відрізнявся від своїх колег по музичному імпресіонізму.
Перший оркестровий досвід Русселя — симфонічна прелюдія «Воскресіння» за романом Льва Толстого (1903). Вона була виконана 17 травня 1904 року в концерті Національного музичного товариства під управлінням Альфреда Корто, який незмінно виявляв цікавість до творчості Русселя. Незвична щільність музичної мови, загальний похмурий колорит (прелюдія завершувалася хоралом на узвичаєну грегоріанську тему), а також помітне перевантаження нижнього регістру в оркестрі викликали сувору відповідь критики композитору-початківцю, котрий ще перебував під явним впливом симфонічного стилю Франка. Руссель мовчки і спокійно прийняв критику, залишив партитуру в рукописі — і більше до неї ніколи не повертався.
Зовсім в іншому дусі написані наступні оркестрові твори, на яких позначилось зростання впливу Клода Дебюссі. М'який і поетичний «Літній вечір» (1904) і яскравий «Збір винограду» (1905) за поемою Леконт де Лілля також вперше виконував Корто. Незважаючи на схвальні відгуки преси, Руссель знищив партитуру «Збору винограду» одразу ж після його виконання, оскільки вважав невдалими як форму, так і оркестровку цього твору. Потім Руссель з новими силами береться за вже розпочату роком раніше Чотиричастинну симфонію, яку називає «Поема лісу» (1904—1906). Класичні форми симфонічного циклу поєднуються в ній з картинами природи, розділеними на чотири пори року. Частини мають підзаголовки: «Ліс узимку», «Весняне оновлення», «Літній вечір» (раніше написаний як окрема оркестрова п'єса) і «Фавн і дріади». Кілька разів частини симфонії виконувалися окремо і тільки 7 лютого 1909 року в концерті Оркестру Ламурьо відбулася повна прем'єра симфонії під управлінням Венсана д'Енді. Авторитетні критики Жан Марноль і Гастон Карро високо оцінили «Поему лісу», розгледівши в її авторі перспективного симфоніста.
|                                    | … В поколінні композиторів, що безпосередньо слідують за Полем Дюка і Альбериком Ман'яром, бути може саме він, Руссель, подає найбільші надії. Чим більше він творить, тим помітніше в мс'є Альбері Русселі проявляється неабияка індивідуальність: і в тому, про що він говорить, і в тому, як він висловлює свої думки. Індивідуальність його душі обумовлює собою і індивідуальну своєрідність його стилю. |
| — Karrot G. «Liberte», 9 fev.1909. | |

Майже одночасно з симфонією Руссель завершує камерний «Дивертисмент» для рояля і п'яти духових інструментів. Ця життєрадісна музика відрізняється віртуозним володінням кожним інструментом і прекрасним ансамблем в цілому. Музичні теми тут рельєфні і виразні, а форма — чітка. Всі ці риси, явно протилежні загальній естетиці імпресіонізму, випереджають неокласичні тенденції післявоєнної творчості. Деякі критики відзначили в музиці «Дивертисменту» риси, які зближують творчість Русселя з фовізмом у живописі, котрий набирав сили у той час.
Підсумовуючи сказане, до найбільш відомих робіт першого періоду можна віднести: «Дивертисмент» для квінтету дерев'яних духових та фортепіано (ор. 6, 1906), Симфонію № 1 «Поема лісу» (ор. 7, 1904—1906), «Продавця піску» (музика до спектаклю для дітей, 1908), триптих «Виклик видінь» для хору, оркестру і баритона (ор. 15, 1910—1911) і балет-пантоміму «Бенкет павука» (ор. 17, 1912). Про два останніх твори було сказано раніше.
Другий період творчості сам Руссель відраховує з 1918 року, коли він повернувся з війни, і закінчує 1925 роком, коли остаточно окреслюється його перехід до неокласицизму. По суті цей період можна назвати перехідним або змішаним, протягом якого Руссель експериментував, поступово формуючи риси свого зрілого стилю. Сполучною ланкою між минулою і новою музикою для Русселя була партитура опери «Падмаваті», робота над якою тривала, з перервою на війну, майже вісім років. Але в інших творах цього часу імпресіоністична розпливчастість всюди поступається ясним лініям, музика набуває визначеності, більш жорсткого ритму, крім того, значно збільшується кількість дисонансів. Безумовно, найскладнішим і перевантаженим твором цього періоду є Друга симфонія, написана в 1919—1921 роках, після якої Руссель став рухатися до простіших і більш точних форм музичної мови. Повернувшись з фронту, Руссель дуже сильно змінився. Він вже не міг писати як раніше, балансуючи на межі імпресіоністської красивості і східної розкішності мови. Серйозні зміни в своєму стилі і ставлення до творчості сам Руссель пояснював так:
|                          | … Чотири роки війни для мене як музиканта не минули даремно. Я застосував їх на роздуми про своє мистецтво. З цього вимушеного перегляду пройденого мною шляху я здобув багато користі. Як і багато хто, я був захоплений новими методами музичного мислення. Спочатку мене полонив імпресіонізм; моя музика, імовірно, занадто сильно тяжіла до зовнішньої сторони явищ, до живописного начала, котре, — як я став думати трохи пізніше, — позбавляло музику певної частини тільки їй притаманної істини. З того часу я вирішив розширити гармонійне начало мого письма, я намагався наблизитися до ідеї створення музики, в якій задум і його реалізація виходили б з неї самої і полягали також у ній самій. |
| — A. Руссель, «Спогади». | |

Саме Друга симфонія, написана на другий рік після повернення, стала тією кінцевою переломною межею, якою Руссель публічно відокремив себе від імпресіонізму. Прем'єра «нового стилю» Русселя відбулася 4 березня 1922 року в концертах Паделу («Крок Вовка»). Жорсткістю і некрасивістю своєї музичної мови Друга симфонія справила несподіване і несприятливе враження на всіх: і на традиціоналістів, любителів консонансу, і на прихильників імпресіонізму, котрі вже звикли бачити Русселя в рядах «дебюссіїстів».
|                                               | … На жаль, Альбер Руссель нас залишає. Він залишає нас без прощання, мовчазно, скромно, стримано, як завжди … Ось бачите, він піде, він іде, він пішов … Але куди? |
| — Vuillermoz Emile, «Excelsior», 6 marts 1922 | |

Розлогою і надзвичайно щирою тирадою на Другу симфонію Русселя відгукнувся і його колишній учень, Ерік Саті, на той момент однаково далекий і від імпресіонізму, родоначальником якого він сам був тридцять років тому, і від чисто музичних пошуків Альбера Русселя. Друга симфонія стала не тільки знаковою подією в післявоєнному музичному житті Франції, але особисто Саті знайшов у ній привід ще раз протиставити академістам і професіоналам від музики — справжнє живе мистецтво.
|                                                                      | Виконання на одному з концертів «Вовка, що йде» прекрасної симфонії Альбера Русселя було чудовою і шляхетною подією, що вразила наші каламутні музичні води. О жах, о страх! — В них вилилася ще одна порція справжньої звукової анархії — привид, більш відомий під ім'ям какофонії. <…> Серед багатьох закидів, постійно адресованих Альберу Руссель, є один, який найкраще застрягає в моїй пам'яті (можливо тому, що він мав пряме відношення до Римської премії). У чому ж йому дорікають? — Так у тому, що він аматор…, любитель. Само собою виникає питання: але як же розпізнається цей «любитель»? … Можете даремно не ламати голову, відповідь дуже проста. Любитель — той, хто не отримав Великої Римської премії, зрозуміло. Дозвольте мені гранично ввічливо і люб'язно задатися наступним питанням: а що є таке згадана вище Премія? Клеймо якоїсь вищої істоти, неабиякої, вищої якості, несерійної, розпроданої і рідкої. Безсумнівно, дивлячись на Альбера Русселя одразу зрозуміло, що він не прекрасний, не надзвичайний, не вищого ґатунку, не розкуповується, абсолютно серійний і зовсім не рідкісний — так треба думати. Я дуже жалкую про це, але люблю його від того анітрохи не менше, і він це добре знає, сподіваюся. |
| — Ерік Саті. Походження Просвітництва. — Feuilles Libres, iuni 1922. | |

Після Другої Симфонії і закінчення роботи над оперою «Падмаваті» у творчості Русселя продовжують наростати неокласичні тенденції. Через всього лише чотири роки після прем'єри «Сократа» Саті, що став відкриттям нового стилю, в 1922—1924 роках Руссель пише свою ліричну казку «Народження Ліри» за Софоклом, де намагається максимально наблизитися до античного театру. Поставлена 1 липня 1925 року в Grand Opera, ця партитура Русселя на два роки випередила появу «Едіпа» Стравінського і «Антігони» Онеггера.
До найвідоміших робіт другого, перехідного періоду творчості Русселя можна віднести наступні твори: оперу-балет «Падмаваті» (ор. 18, 1914—1922), симфонічну п'єсу «До весняного свята» (ор. 22, 1920), Симфонію № 2 (ор. 23, 1919—1921), ліричну казку «Народження Ліри» (ор. 24, 1923—1924), «Ігри флейти» для флейти і фортепіано (ор. 27, 1924) і «Серенаду» для флейти, струнного тріо і арфи (ор. 30, 1925).
Третій період своєї творчості Руссель починає з 1926 року, і межу йому поставив вже не він сам у книзі «Спогадів», а його смерть — влітку 1937 року. У ці останні 11 років життя Руссель знайшов свій «остаточний стиль» — неокласицизм. В цілому він залишається авангардним композитором, хоча звучання його творів поступово стає все більш прозорим і прояснюється. Безумовно, неокласицизм Русселя має свої особливі риси, що відрізняють його від інших авторів, котрі одночасно (або майже одночасно) з ним починали працювати в цьому стилі. Насамперед, це колишня поліфонічність письма, схильність до політональності і полімодальності, традиційна класична форма і ясна функціональна оркестровка. Крім того, Руссель (на відміну, наприклад, від Саті і Стравінського) у своєму неокласицизмі ніколи не уникав вираження яскравих і сильних емоцій. У цьому сенсі його неокласицизм можна було б назвати частково бетховенським.
Головні риси нового стилю Русселя отримали своє завершене втілення в його «Suite in Fa» (укр. «Сюїта в тоні фа») 1926 року, з якої, власне, він і починає відлік свого третього періоду. Сюїта складається з трьох танців: Прелюдії, Сарабанди і Жиги. Перше виконання відбулося в концертах Бостонського симфонічного оркестру 21 січня 1927 року під керівництвом Сергія Кусевицького. Невдовзі після прем'єри «Suite in Fa» увійшла до числа найбільш виконуваних концертних творів Альбера Русселя. Сам автор, розуміючи важливість цього невеликого твору для власного творчого пошуку, через півтора року після бостонської прем'єри дав його розгорнутий аналіз перед першим виконанням у Парижі:
|                                                  | …з точки зору зовнішньої форми композитор обрав для себе зразком класичну будову старовинної сюїти, правда, значно її омолодивши. <…> Тематичний матеріал в ній складається з коротких відрізків, різні звукові комбінації яких й утворюють розвиток. А самі ці епізоди розвиваючись чіпляються один за одного без найменшої зупинки, складаючи єдину безперервну музичну тканину. Такими прийомами охоче користувався Бах і деякі його наступники. |
| — Roussel A. «Guide de Concert». — 23 nov. 1928. | |

Таким чином, головну рису свого неокласицизму назвав сам Руссель: це була не архаїка або повернення до «прекрасної старовини», а омолодження стилю. Класичні форми і прийоми розвитку застосовувалися ним до сучасної музичної мови. Після «Suite in Fa», своєрідного маніфесту русселівського неокласицизму, протягом подальшого активного творчого життя композитор продовжує йти по лінії шліфування й розвитку знайдених і прийнятих ним для себе музичних форм.
Третя симфонія g-moll (1929—1930) і Четверта симфонія A-dur (1934) стали новими вершинами в трактуванні традиційного чотиричасного симфонічного циклу. Одночасно Руссель активно працює над подальшим «просвітленням» і очищенням свого стилю від «какофонії», в якій колись м'яко дорікнув його Ерік Саті, одночасно намагаючись не втратити сучасності музичної мови. Своєрідним полігоном для цього руху стають численні камерні та концертні симфонічні твори, що з'явилися наприкінці 1920-х років, серед яких можна виділити Концерт для малого оркестру (1926—1927), Концерт для фортепіано з оркестром (1927) і Маленьку сюїту для оркестру (1929).
Третя симфонія, написана до 50-річчя Бостонського симфонічного оркестру, присвячена його диригенту Сергію Кусевицькому і вперше була виконана ним у Бостоні 17 жовтня 1930 року. Відгуки критики були майже одностайні: Руссель запропонував дійсно новаторський і водночас класично стрункий твір. Третя симфонія буквально вражає динамізмом, вольовою силою і виразною рельєфністю тематичного матеріалу. Разом з тим вона по-справжньому класично стисла і врівноважена в усіх своїх частинах.

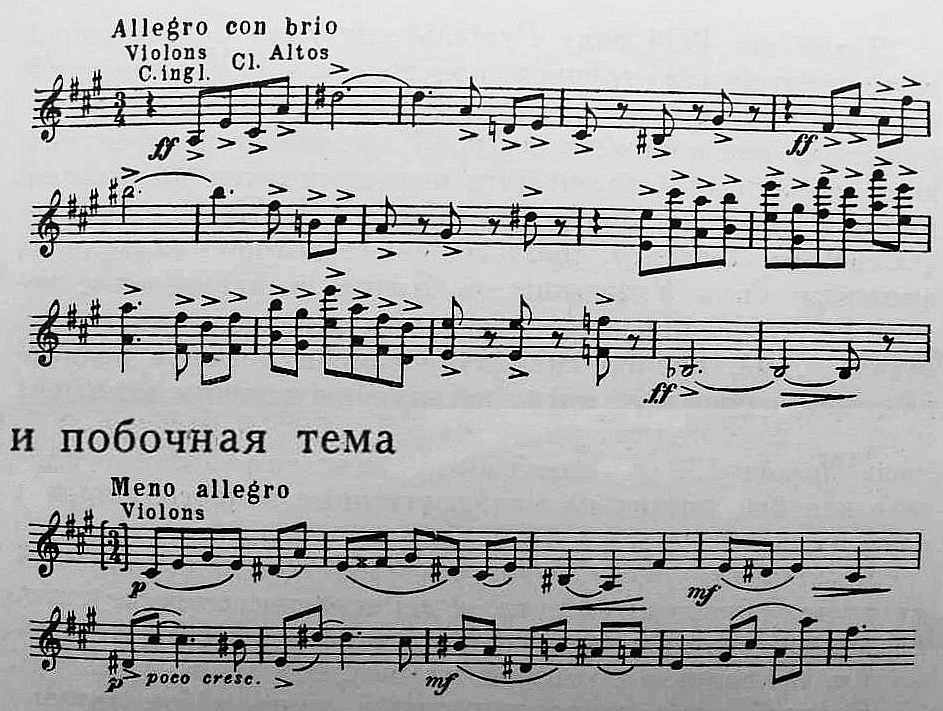
Альбер Руссель, Симфонія № 4, перша частина, головна і побічна теми

Створенню Четвертої симфонії безпосередньо передувала Симфонієта для струнного оркестру в трьох частинах, написана Русселем на єдиному подиху, всього за три тижні (12 липня — 6 серпня 1934 року). Цей дотепний і яскравий концертний твір призначався для відомого тоді жіночого струнного оркестру під керуванням Жанни Еврар і був виконаний з великим успіхом 19 жовтня 1934 року в залі Гаво. Також дуже показовим є те, що у всіх згаданих творах відсутній навіть найменший натяк на якусь програмність або театральність; тобто, це і є зразки того самого «чистого симфонізму», який звичайно вважався абсолютно нехарактерним для французької музики.
У 1930 році (з червня по грудень) Руссель створює один зі своїх найвідоміших театральних творів — балет «Вакх і Аріадна». Незважаючи на цілком «равелівську» назву, в якій присутнє перегукування з «Дафнісом і Хлоєю», балет є абсолютно класичним як за формою, так і за музичною мовою. Партитура «Вакха і Аріадни» перебуває цілком у руслі Третьої і Четвертої симфоній, проте не є чистою і окремою від вистави. Основним своїм завданням у театральній музиці Руссель вважав підпорядкування партитури основному драматургічному і сюжетному розвиткові. Прем'єра балету відбулася 22 травня 1931 року в хореографії Сержа Лифаря і мала великий успіх.
Останнім зверненням Русселя до античності і театру (навесні 1935 року) став його балет з хорами «Еней» (за «Енеїдою» Вергілія). Намагаючись відтворити у своєму балеті основні синтетичні риси античної трагедії, Руссель на ділі створює нову форму спектаклю, в якій поєднуються риси балету-пантоміми з окремими елементами ораторії і кантати. Вперше «Еней» був виконаний в 1935 році в Брюсселі на сцені Палацу мистецтв. Великий успіх прем'єри викликав міжнародний резонанс, і в тому ж році відбулася постановка «Енея» і в міланському театрі La Scala. Париж побачив «Енея» в Grand Opera вже після смерті Русселя, в 1838 році.
Останнім великим твором Русселя стала «Фламандська рапсодія» (написана в квітні-червні 1936 року), в якій він повернувся і віддав данину народній музиці своєї малої батьківщини. Туркуен, де пройшло дитинство Русселя і де багато століть жили його предки, знаходиться у французькій області Фландрії, велика частина якої увійшла до складу території Бельгії. Руссель часто любив підкреслювати своє фламандське походження і не без задоволення відзначав у власному характері багато національних рис. «Фламандська рапсодія» написана на матеріалі п'яти справжніх фламандських мелодій, які Руссель запозичив зі збірки бельгійського фольклориста Ернеста Классона — «Народні пісні бельгійських провінцій». Більшу частину з цих пісень Руссель знав з дитинства. Рапсодія починається урочистій декламацією пісні «Облога Бург-оп-Зома», потім у розробку включається «Бойова пісня гезів», окремий епізод утворює лірична «Колискова», а за нею йде танкова пісенька «Карелт'є». У порівнянні з іншими симфонічними творами Русселя, музична побудова «Фламандської рапсодії» дуже проста, але темброва і поліфонічна винахідливість перетворює її в заразливо веселу і дотепну концертну п'єсу, в якій великий композитор ніби наближає свою музику до найширшого слухача. Швидше за все, це було прямим відгуком Русселя на важку передвоєнну політичну ситуацію середини 1930-х років. Досить сказати, що безпосередньо перед створенням своєї рапсодії Альбер Руссель був обраний президентом Народної музичної федерації Франції, головним завданням якої було зближення академічного мистецтва з масовим слухачем. Виконана вперше в Брюсселі 12 грудня 1936 року і в Парижі 21 січня 1937 року під керівництвом Шарля Мюнша, «Фламандська рапсодія» дуже швидко стала одним з найпопулярніших і часто виконуваних творів Русселя.
На завершення залишається перелічити тільки найбільш значні роботи третього періоду творчості Альбера Русселя: це, перш за все, «Suite in Fa» для оркестру (1926, ор.33), Концерт для малого оркестру (1926—1927, ор.34), Симфонія № 3 соль мінор (1929—1930, ор.42), балет «Вакх і Аріадна» (1930, ор.43), Симфонієта для струнного оркестру (1934, ор.52), Симфонія № 4 ля мажор (1934, ор.53), балет з хорами «Еней» (1934, ор.54), «Фламандська рапсодія» для оркестру (1936, ор.56), Концертіно для віолончелі та оркестру (1936, ор.57) і струнні тріо (1937).